# Thereus orasus
Thereus orasus is een vlinder uit de familie van de Lycaenidae. De wetenschappelijke naam van de soort werd als Thecla orasus in 1887 door gepubliceerd Godman & Salvin.

## Synoniemen
- Thecla echinita Schaus, 1902